# Ilja Nikulin
Ilja Władimirowicz Nikulin (ros. Илья Владимирович Никулин; ur. 12 marca 1982 w Moskwie) – rosyjski hokeista, reprezentant Rosji, dwukrotny olimpijczyk.

## Kariera
- Dinamo 2 Moskwa (1998-2000, 2002)
- THK Twer (1999-2000)
- Dinamo Moskwa (2000-2005)
- Ak Bars Kazań (2005-2015)
- Dinamo Moskwa (2015-2020)

Wychowanek Spartaka Moskwa. Od 2005 zawodnik Ak Barsu Kazań. W sierpniu 2010 przedłużył kontrakt z klubem o pięć lat. Odszedł z klubu w maju 2015. Od września 2015 ponownie zawodnik Dinama Moskwa. W lipcu 2020 ogłosił zakończenie kariery.
Uczestniczył w turniejach mistrzostw świata w 2006, 2007, 2008, 2009, 2010, 2011, 2012, 2013 oraz zimowych igrzysk olimpijskich 2010, 2014.

## Sukcesy

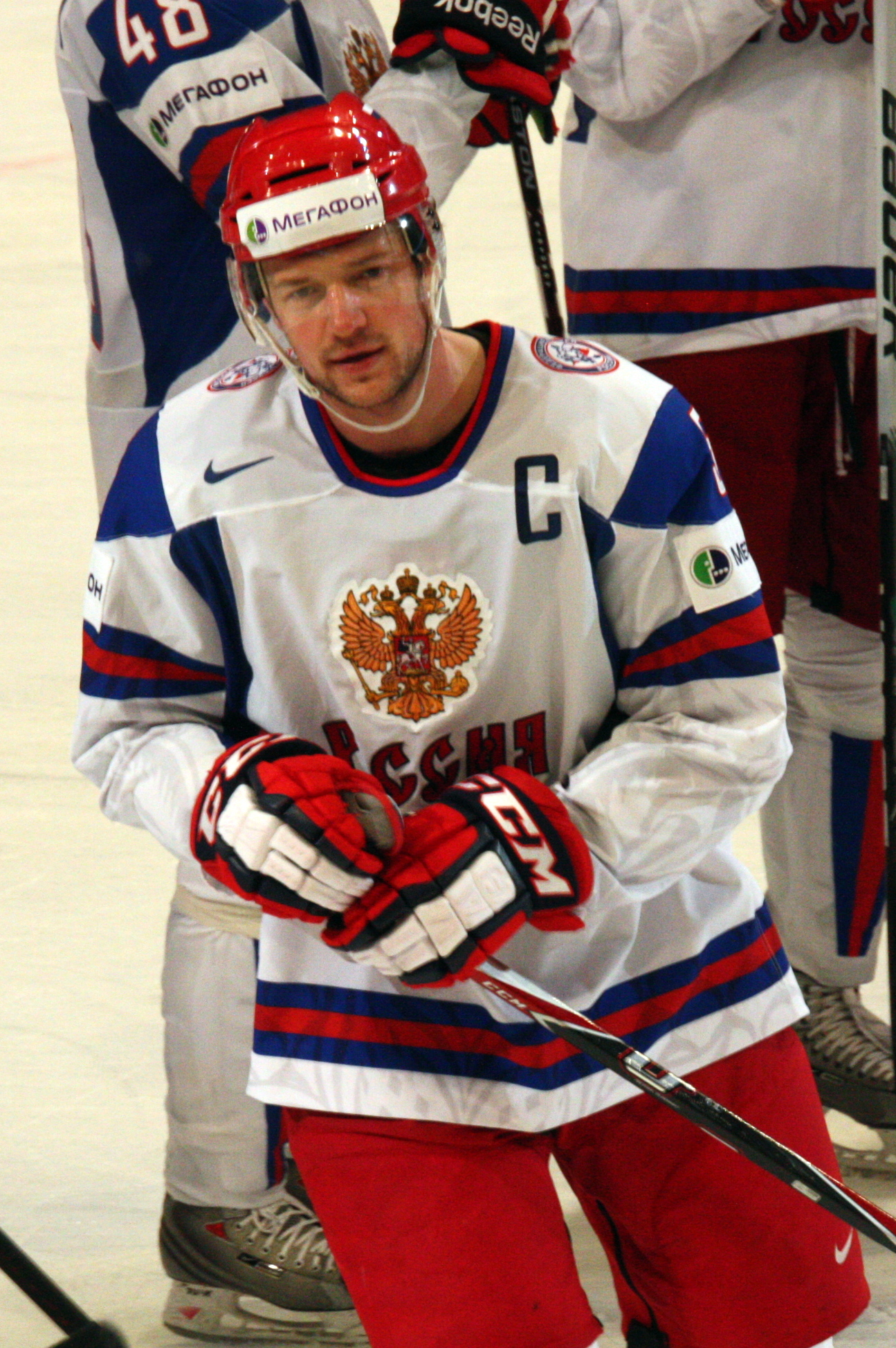
Ilja Nikulin jako kapitan reprezentacji Rosji podczas turnieju MŚ 2012

Reprezentacyjne
- Srebrny medal mistrzostw świata juniorów do lat 18: 2000
- Złoty medal mistrzostw świata: 2008, 2009, 2012
- Brązowy medal mistrzostw świata: 2007

Klubowe
- Złoty medal mistrzostw Rosji: 2005 z Dinamem Moskwa, 2006, 2009, 2010 z Ak Barsem Kazań
- Puchar Mistrzów: 2007 z Ak Barsem Kazań
- Puchar Kontynentalny: 2008 z Ak Barsem Kazań
- Puchar Gagarina – mistrzostwo KHL: 2009, 2010 z Ak Barsem Kazań
- Srebrny medal mistrzostw Rosji: 2015 z Ak Barsem Kazań
- Finał KHL o Puchar Gagarina: 2015 z Ak Barsem Kazań

Indywidualne
- Puchar Mistrzów IIHF 2007:
  - Skład gwiazd turnieju
- Puchar Kontynentalny 2007/2008:
  - Najlepszy obrońca turnieju
- KHL (2008/2009):
  - Najlepszy obrońca miesiąca - październik 2008, marzec 2009
  - Piąte miejsce w klasyfikacji asystentów wśród obrońców w sezonie zasadniczym: 26 asyst
  - Piąte miejsce w klasyfikacji kanadyjskiej wśród obrońców w sezonie zasadniczym: 33 punkty
  - Drugie miejsce w klasyfikacji asystentów wśród obrońców w fazie play-off: 8 asyst
  - Pierwsze miejsce w klasyfikacji kanadyjskiej wśród obrońców w fazie play-off: 10 punktów
  - Pierwsze miejsce w klasyfikacji +/- w fazie play-off: +13
  - Złoty Kask (przyznawany sześciu zawodnikom wybranym do składu gwiazd sezonu)
- KHL (2009/2010):
  - Najlepszy obrońca miesiąca: kwiecień 2010
  - Drugie miejsce w klasyfikacji asystentów wśród obrońców w sezonie zasadniczym: 27 asyst
  - Czwarte miejsce w klasyfikacji kanadyjskiej wśród obrońców w sezonie zasadniczym: 33 punkty
  - Trzecie miejsce w klasyfikacji strzelców wśród obrońców w fazie play-off: 5 goli
  - Trzecie miejsce w klasyfikacji kanadyjskiej wśród obrońców w fazie play-off: 11 punktów
  - Nagroda Mistrz Play-off: 11 punktów (5 goli i 6 asyst) w 22 meczach - jako pierwszy obrońca w historii nagrody
- KHL (2010/2011):
  - Czwarte miejsce w klasyfikacji asystentów w sezonie zasadniczym: 35 asyst
  - Pierwsze miejsce w klasyfikacji asystentów wśród obrońców w sezonie zasadniczym: 35 asyst
  - Drugie miejsce w klasyfikacji kanadyjskiej wśród obrońców w sezonie zasadniczym: 41 punktów
- Mistrzostwa Świata w Hokeju na Lodzie 2011/Elita:
  - Jeden z trzech najlepszych zawodników reprezentacji
- Karjala Cup 2011:
  - Najlepszy obrońca turnieju
  - Skład gwiazd turnieju
- Mistrzostwa Świata w Hokeju na Lodzie 2012/Elita:
  - Jeden z trzech najlepszych zawodników reprezentacji
  - Skład gwiazd turnieju
- Oddset Hockey Games 2013:
  - Najlepszy obrońca turnieju
  - Skład gwiazd turnieju
- Euro Hockey Tour 2011/2012:
  - Pierwsze miejsce w klasyfikacji asystentów całego cyklu: 5 asyst
- KHL (2012/2013):
  - Mecz Gwiazd KHL[5]
  - Trzecie miejsce w klasyfikacji strzelców wśród obrońców w sezonie zasadniczym: 12 goli
  - Czwarte miejsce w punktacji kanadyjskiej w sezonie zasadniczym: 34 punktów
  - Trzecie miejsce w klasyfikacji strzelców wśród obrońców w fazie play-off: 4 gole
  - Trzecie miejsce w punktacji kanadyjskiej wśród obrońców w fazie play-off: 10 punktów
  - Złoty Kask (przyznawany sześciu zawodnikom wybranym do składu gwiazd sezonu)
- KHL (2013/2014):
  - Piąte miejsce w klasyfikacji asystentów wśród obrońców w sezonie zasadniczym: 20 asyst
- KHL (2014/2015):
  - Czwarte miejsce w klasyfikacji strzelców wśród obrońców w sezonie zasadniczym: 13 goli
- KHL (2017/2018):
  - Skład gwiazd miesiąca - listopad 2017[6]
  - Drugie miejsce w klasyfikacji strzelców wśród obrońców w sezonie zasadniczym: 12 goli

Wyróżnienia
- Zasłużony Mistrz Sportu Rosji w hokeju na lodzie: 2009
- Nagroda specjalna „Fonbet Złota Drużyna” – przyznana trenerowi i sześciu zawodnikom wybranym do składu gwiazd na 15-lecie rozgrywek KHL: 2023[7]

Odznaczenie
- Medal Orderu „Za zasługi dla Ojczyzny” II stopnia: 2009[8]